# Volksbank im Münsterland
Die Volksbank im Münsterland eG ist eine deutsche Genossenschaftsbank mit Hauptsitz in Münster und gehört mit einer Bilanzsumme von über 10 Mrd. Euro zu den zehn größten regionalen Genossenschaftsbanken in Deutschland.

## Geschichte

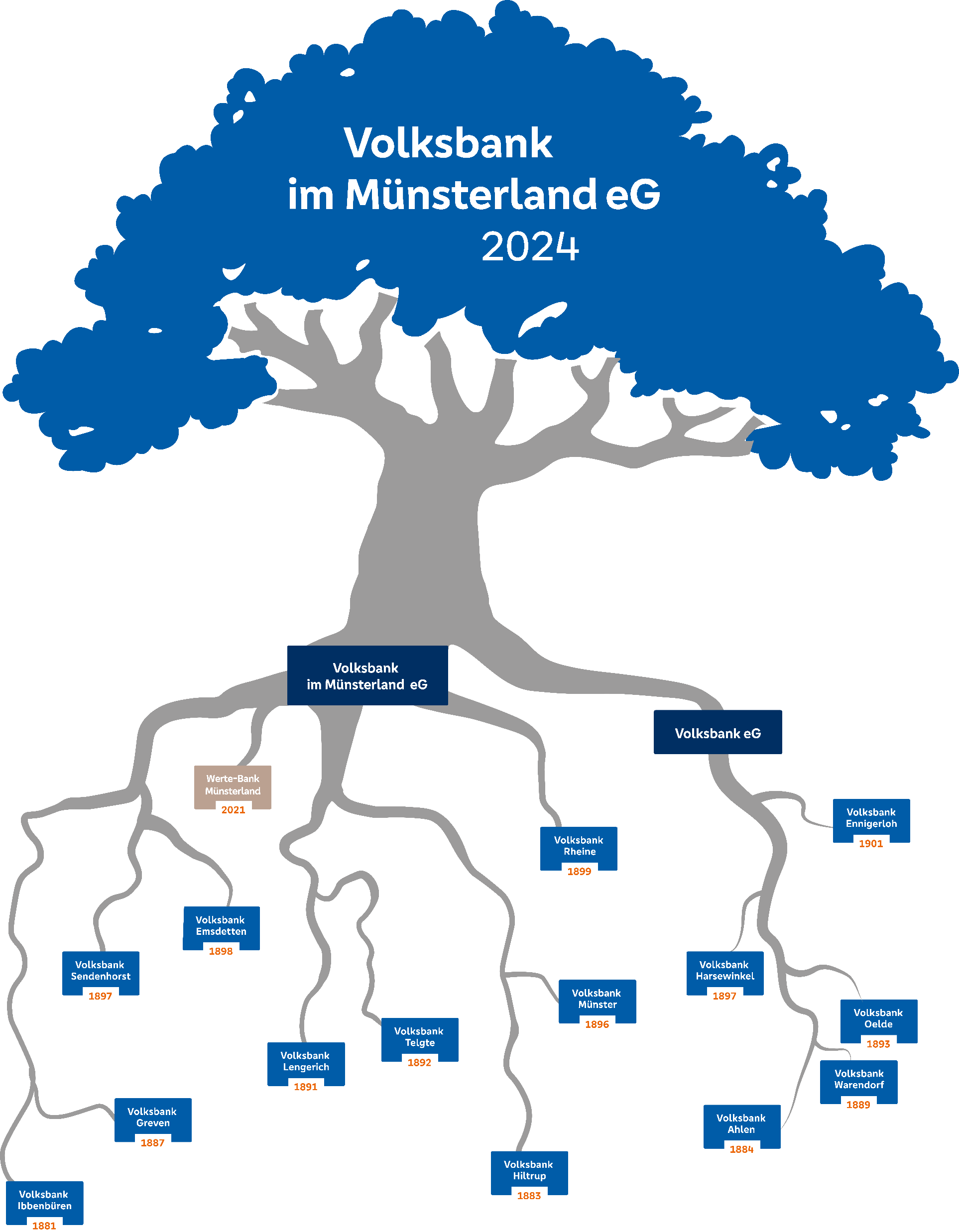
Die Entwicklung zur Volksbank im Münsterland eG auf Basis ihrer eingetragenen Zweigniederlassungen mit deren Gründungsdaten.

Die „neue“ Volksbank im Münsterland eG entstand rückwirkend zum 1. Januar 2024 als Ergebnis der Fusion zwischen der Volksbank im Münsterland eG und der benachbarten Volksbank eG mit Sitz in Warendorf. Die Eintragung in das Genossenschaftsregister erfolgte am 3. September 2024.
Zuvor firmierte die Bank vom 1. Januar 2020 bis zum 15. August 2023 als Volksbank Münsterland Nord eG. Die Zweigniederlassungen der Bank treten seitdem in den einzelnen Städten wieder mit eigenständigen Namen in Erscheinung.
Vorgängerinstitute waren die VR-Bank Kreis Steinfurt, die Volksbank Greven und die Vereinigte Volksbank Münster. Dabei wurden die Volksbank Greven und die Vereinigte Volksbank Münster durch die größere VR-Bank Kreis Steinfurt eG juristisch übernommen und zur Volksbank Münsterland Nord eG umfirmiert.
Die VR Bank Kreis Steinfurt ist aus dem Zusammenschluss der Volksbank Nordmünsterland und Volksbank Tecklenburger Land eG im Juli 2013 entstanden. Die Vereinigte Volksbank Münster ist aus der am 1. Januar 2014 stattgefundenen Fusion der Vereinigten Volksbank Telgte und der Volksbank Münster eG hervorgegangen. Die Volksbank Greven ist 1992 durch die Fusion der Vorgängerinstitute aus Altenberge, Nordwalde und Greven entstanden.
Älteste Vorgängerinstitute sind die Ibbenbürener Volksbank AG und die 1883 gegründete Hiltruper SpaDakaV. Die Ibbenbürener Volksbank AG wurde am 18. Juni 1881 „unter besonderer Berücksichtigung der örtlichen Interessen“ gegründet. 1922 expandierte sie und baute ein eigenes Bankgebäude. Vor ihrer Auflösung hatte sie zuletzt 50 Mitarbeiter und 7 Filialen. 1978 wurde sie auf die Spar- und Darlehnskasse Holding KG in Ibbenbüren übertragen, dann wurde sie Teil der Volksbank Tecklenburger Land eG, bevor sie in die Volksbank Münsterland Nord verschmolz.
Die Vorläufer der am 21. März 1887 gegründeten Volksbank Greven eG waren im Jahr 1884 die Nordwalder SpaDakaV bzw. 1886 die Altenberger SpaDakaV, die später zu deren Niederlassungen wurden. Zuerst wurden die Geschäfte im Privathaus des ersten Rendanten geregelt, bevor man 1914 beschloss, ein Grundstück zu kaufen und ein Gebäude für die Bank zu errichten. 1978 wurde wiederum ein Neubau bezogen. 1947 wurde eine Namensänderung von Spar- und Darlehnskassenverein in Spar- und Darlehnskasse durchgeführt, am 8. Mai 1973 wurde der Name Volksbank Greven beschlossen. Die Niederlassungen Altenberge und Nordwalde fusionierten 1977 zur Volksbank Altenberge/Nordwalde und 1992 schließlich mit der Volksbank Greven.
Seit dem 23. April 2021 betreibt die Volksbank im Münsterland mit der Sparkasse Münsterland Ost einen Kooperationsstandort. Sie führen gemeinsam eine Selbstbedienungs-Filiale in Albersloh.

## Unternehmensstruktur und Geschäftsgebiet
Rechtsgrundlagen sind das Genossenschaftsgesetz und die von der Vertreterversammlung erlassene Satzung. Organe der Bank sind der Vorstand und der Aufsichtsrat. Die Vertreterversammlung besteht aus gewählten Mitgliedern der Bank, welche die anderen Mitglieder vertreten.
Das Geschäftsgebiet umfasst in weiten Teilen den Kreis Steinfurt, Teile des Kreises Warendorf und die kreisfreie Stadt Münster.
Die Volksbank Immobilien Münsterland GmbH ist 100-prozentige Tochtergesellschaft der Volksbank im Münsterland. Außerdem ist das Geldinstitut gemeinsam mit der Volksbank Düsseldorf Neuss, der Münchener Hypothekenbank, der WL Bank, der R+V Versicherung, der DSL Bank und der Hypoport Gründungsgesellschafter der 2008 gegründeten Genopace GmbH. Über Genopace können mithilfe einer web-basierten Plattform private Immobilienfinanzierungen vertrieben werden. Zudem wird die Werte-Bank Münsterland als eigenständige Niederlassung der Volksbank im Münsterland geführt.

## Finanzverbund
Die Volksbank im Münsterland ist eingebettet in den genossenschaftlichen Finanzverbund und gehört dem Bundesverband der Deutschen Volksbanken und Raiffeisenbanken (BVR) mit Sitz in Berlin sowie dem Genoverband e. V. mit Sitz in Frankfurt am Main an. Die Genossenschaftsbank betreibt das Universalbankgeschäft. Sie arbeitet mit folgenden Verbundpartnern der Genossenschaftlichen Finanzgruppe zusammen:
- DZ Bank
- R+V Versicherung
- Bausparkasse Schwäbisch Hall
- Teambank
- VR Smart Finanz AG
- Union Investment
- DZ HYP
- Münchener Hypothekenbank
- DZ Privatbank